# 康懋達64
康懋达64（英語：Commodore 64），也稱為C64、CBM 64或在瑞典被稱作VIC-64是由康懋達國際於1982年1月推出的8位元家用電腦（首次在1982年1月7日至10日，於拉斯維加斯消費電子展上展出。）。
它在金氏世界紀錄中被列為所有時間最暢銷的單一電腦型號，獨立估計出售數量在1000至1700萬台之間。批量生產始於1982年初，在同年8月以595美元（相等於2024年的1,939美元）價格販售。
其前代機種為VIC-20和Commodore PET，C64以其64KB（65,536位元組）的記憶體命名。與其他早期系統（如Apple II和Atari 800）相比，它具有卓越的聲音和圖形規格，具有多色精靈和更進階的聲音處理器。
1980年代大部分時間，C64主導著低端電腦市場。在一段相當長的一段時期（1983年－1986年），C64在美國市場份額為30%至40%，每年銷售量為200萬台，遠超過IBM PC相容機、蘋果電腦和雅達利8位元家庭電腦。後來的雅達利總裁：康懋達創始人之子薩姆·特拉米爾（Sam Tramiel）在一次1989年的採訪中說：“當我在康懋達時，我們連續好幾年，每個月製造40萬台C64。”而在英國市場，C64雖面臨來自BBC Micro和ZX Spectrum的競爭，但C64仍然是英國最受歡迎的兩台電腦之一。
Commodore 64的一部分成功在於其於在正規零售商店銷售，而不僅只限於電子產品或電腦愛好者專賣店。 Commodore在內部生產了許多部件來控制成本，包括來自MOS Technology的定制積體電路。
將其與福特T型車相比較，同樣是透過創造力和負擔得起的大規模生產，來達到向中產階級家庭帶來新技術的作用。Commodore 64已經開發了大約10,000個商業軟體，包括開發工具，辦公生產力應用和電子遊戲。而C64模擬器的出現，使得人們能夠在現代電腦或兼容的電子遊樂器上，運行這些C64程式。 C64也被稱為普及電腦，今天仍被電腦愛好者使用。此外2014年一項研究表明，在2011年（即停產17年後），Commodore 64的品牌認知度仍有87%。